# Gwendy és a varázsdoboz
A Gwendy és a varázsdoboz (Gwendy’s Button Box) Stephen King és Richard Chizmar amerikai írók 2017-ben megjelent kisregénye. A művet 2017. február 28-án jelentették be az Entertainment Weekly című folyóirat hasábjain, majd ugyanezen év májusában került a boltokba. Magyarul először az Európa Könyvkiadó Európa Kapszula Könyvtár című sorozatában jelent meg, 2021-ben, Dranka Anita fordításában.
A történet alapötlete Kingtől származik, aki azonban nem tudta befejezni a művet, így Chizmar segítségét kérte. Ezt követően egymásnak küldözgették az újabb részeket, és mindketten hozzáírtak, illetve szabadon átírták a másik által már megalkotott részeket, karaktereket.
A kisregény abban a Castle Rock nevű fiktív, Maine állambeli kisvárosban játszódik, amely 1978 óta King számos, hosszabb-rövidebb történetének a színhelye.
2019 novemberében megjelent a kisregény folytatása is Gwendy’s Magic Feather címen, amelyet azonban Chizmar már egyedül írt.

## Cselekmény
A tizenkét éves Gwendy Peterson Castle Rock városában találkozik egy fehér inget, sötét felöltőt, fekete farmernadrágot és fekete kalapot viselő idegen férfival, aki megszólítja és beszélgetésre hívja őt.

## Magyarul
- Gwendy és a varázsdoboz; ford. Dranka Anita; Európa, Bp., 2021 (Kapszula Könyvtár)